# Quimper Volley 29 2013-2014
Questa voce raccoglie le informazioni riguardanti il Quimper Volley 29 nelle competizioni ufficiali della stagione 2013-2014.

## Organigramma societario
Area direttiva
- Presidente: Didier Nicot

Area tecnica
- Allenatore: Yamandu Peralta
- Allenatore in seconda: Alexandre Aguilo

## Rosa
| N° | Nome               | Ruolo | Data di nascita   | Nazionalità sportiva |
| -- | ------------------ | ----- | ----------------- | -------------------- |
| 1  | Lorena Šipić       | C     | 11 novembre 1990  | Croazia              |
| 3  | Vesna Jovanović    | C     | 27 ottobre 1983   | Serbia               |
| 4  | Julie Oliveira     | S/O   | 1º aprile 1995    | Francia              |
| 5  | Nicole Warner      | C     | 12 settembre 1988 | Stati Uniti          |
| 7  | Madeline Audoynaud | L     | 20 giugno 1985    | Francia              |
| 9  | Silvana Olivera    | S     | 5 agosto 1984     | Spagna               |
| 10 | Ivana Kujundžić    | S     | 7 settembre 1987  | Serbia               |
| 11 | Fatou Diouck       | S/O   | 19 giugno 1985    | Senegal              |
| 12 | Hana Kašić         | P     | 5 giugno 1992     | Francia              |
| 14 | Pavla Duspivová    | C     | 22 febbraio 1986  | Rep. Ceca            |
| 15 | Karmen Kočar       | P     | 1º dicembre 1982  | Slovenia             |
| 16 | Zuzana Černianska  | S     | 7 dicembre 1981   | Rep. Ceca            |
| 17 | Cecilia Dujić      | S     | 6 dicembre 1987   | Croazia              |